# Spooks: The Greater Good
Spooks: The Greater Good (in sommige landen bekend als MI-5) is een Britse actiefilm uit 2015, geregisseerd door Bharat Nalluri. De film is een vervolg op de televisieserie Spooks (2002-2011) met Peter Firth in de hoofdrol als hoofd van de terrorismebestrijding-afdeling Sir Harry Pearce.

## Verhaal
Tijdens een overdracht naar Harry Pearce, hoofd van de terrorismebestrijding van MI5, ontsnapt terrorist Adem Qasim aan de hechtenis van MI5. Kort daarna als Harry verdwijnt, krijgt zijn protegé Will Holloway de taak hem te vinden en een aanval op Londen door Qasim te voorkomen. Tijdens zijn zoektocht ontdekt Will een samenzwering die zich uitstrekt van Vietnam tot aan de Middellandse Zee.

## Rolverdeling
| Acteur             | Personage          |
| ------------------ | ------------------ |
| Peter Firth        | Harry Pearce       |
| Kit Harington      | Will Holloway      |
| Jennifer Ehle      | Geraldine Maltby   |
| Elyes Gabel        | Adem Qasim         |
| Lara Pulver        | Erin Watts         |
| Tim McInnerny      | Oliver Mace        |
| Hugh Simon         | Malcolm Wynn-Jones |
| Eleanor Matsuura   | Hannah Santo       |
| David Harewood     | Francis Warrender  |
| Tuppence Middleton | June Keaton        |

## Ontvangst

### Kritische reactie
Op Rotten Tomatoes heeft Spooks: The Greater Good een waarde van 63% en een gemiddelde score van 5,60/10, gebaseerd op 41 recensies. Op Metacritic heeft de film een gemiddelde score van 47/100, gebaseerd op 13 recensies.

### Prijzen en nominaties
| jaar | prijs                  | categorie                  | genomineerde(n)                      | uitslag     |
| ---- | ---------------------- | -------------------------- | ------------------------------------ | ----------- |
| 2015 | World Soundtrack Award | Ontdekking van het jaar    | Dominic Lewis                        | Genomineerd |
| 2016 | Golden Trailer Award   | Beste buitenlandse tv-spot | Pinewood Studios & Intermission Film | Genomineerd |